# Lipaleyrodes vernoniae
Lipaleyrodes vernoniae es un hemíptero de la familia Aleyrodidae, con una subfamilia: Aleyrodinae.
Fue descrita científicamente por primera vez por David & Thenmozhi en 1995.